# Пітер Лерд
Пітер Лерд (англ. Peter Laird) — американський художник коміксів, продюсер, сценарист, актор. Разом із Кевіном Істменом є одним із творців всесвіту Черепашок-ніндзя.

## Біографія
Пітер Алан Лерд народився в Норт-Адамсі, Штат Массачусетс, 27 січня 1954 року. Його інтерес до малювання намітився ще в ранні роки, його тягнуло до динозаврів, роботам та іншим створенням ексцентричної природи. Після закінчення середньої школи і під впливом робіт Джека Кірбі «Нові Боги», «Демон» та інших, а також «Конана» Баррі Сміта, його захоплення набуло серйозного характеру.[джерело?]
У 1976 році закінчивши Массачусетський Університет із дипломом художника, Пітер увійшов у професійний світ із щирим бажанням стати вільним ілюстратором та автором коміксів. У данину поваги до «Конану», Лерд намалював свій комікс, який називався «Barbaric Fantasy». Також він був співавтором і розповсюджувачем незалежного щомісячного коміксу «Scat». Після п'яти років його відчайдушної боротьби за досягнення своєї мети, поступово просуваючись вперед, життя Лерда перетворилося завдяки двом значним подіям, що відбулися з ним з інтервалом в один рік.[джерело?]

## Знайомство з Кевіном Істменом
У 1983 році Лерд знайомиться з Кевіном Істменом, а потім він зустрів свою майбутню дружину та письменницю, Джаннін Аткінс. Дружині Лерда необхідно було пройти навчання в аспірантурі в іншому місті. Так що вони переїхали в Довір, штат Нью-Гемпшир, розташований за двадцять миль від містечка Огунквіт, де Кевін працював у морському ресторані. Незабаром після заселення Джаннін і Пітера на квартиру, що орендується, їхній сусід по дому з'їхав, що дозволило Істмену заселитися до них і допомагати в оплаті за оренду. Саме там вони і вигадали Підлітків Мутантів Ніндзя Черепашок. Після створення Студії «Mirage» влітку 1983-го Пітер і Кевін взялися за створення повноцінного коміксу

## Інші роботи
Лерд є засновником некомерційної організації Xeric Foundation. 50 % грошей, які їй заробляють, йде на допомогу молодим авторам коміксів, які бажають опублікувати свої роботи, інша половина йде на благодійність. Їй уже понад десять років, і за цей час організація допомогла загалом більш як на 1,2 мільйона доларів. Пізніше Пітер розпочав роботу над графічною комікс-новелою в парі з Джимом Лоусоном, званою «Planet Racers». Ця футуристична серія розповідає про мотогонщиків, які подорожували через галактики, поки навігаційний комп'ютер не зазнав аварії, залишивши героїв далеко від цивілізації. Також Лерд брав участь у роботі над коміксом Дена Бергера Gutwallow: The Gingerbread Man.3[джерело?]

## Захоплення
У моменти, не пов'язані з рептиліями-мутантами, Пітер отримує задоволення від колекціонування іграшок, фігурок динозаврів (особливо Трицератопсів) та їзди на мотоциклах з Лоусоном та Фарлі, влаштовує лісові прогулянки з дружиною та собакою, вивчає чудову комп'ютерну графіку.[значущість факту?]

## Особисте життя
Пітер Лерд має дочку.[джерело?]

## Фільмографія
Актор
- Черепашки назавжди 2009

Продюсер
- Черепашки-ніндзя 2012
- Черепашки-ніндзя 2007

Сценарист
- Черепашки-ніндзя 2012
- Черепашки назавжди 2009
- Черепашки-ніндзя 2007
- Мутанти черепашки ніндзя. Нові пригоди 2003 (Мультсеріал)
- Черепашки Ніндзя: Нова мутація 1997
- Черепашки-ніндзя 3 1993
- Черепашки-ніндзя 2: Таємниця смарагдового зілля 1991
- Черепашки ніндзя: Планета черепашок 1991
- Черепашки ніндзя: Музичний тур 1990
- Черепашки-ніндзя 1990
- Черепашки-ніндзя 1987 (Мультсеріал)